# ケフテイ
ケフテイ（モンゴル語: Kehetei, 中国語: 怯台, 生没年不詳）は、13世紀初頭にモンゴル帝国に仕えたウルウト部出身の千人隊長。『元史』などの漢文史料では怯台(qiètái)、『集史』などのペルシア語史料ではکهتی نپیان(Kehtei Nūyān)と記される。

## 概要
モンゴル帝国の創始者チンギス・カンに仕えたウルウト部の族長、ジュルチェデイの息子として産まれた。時期は不明であるがチンギス・カンの存命中に父の地位を継承し千人隊長に任ぜられた。なお、『集史』「ウルウト部族志」では何故かジュルチェデイとケフテイを混同しており、ジュルチェデイの活躍の多くがケフテイのものとされている。
1211年（辛未）、金朝遠征が始まると、ケフテイはウルウト4千人隊を率いてチンギス・カン直属の中軍左翼に従軍した。金朝領の北半を征服したチンギス・カンは金朝を完全に征服することに拘らず、今度は西方ホラズム・シャー朝への遠征を計画した。チンギス・カンは西方へ出陣するに先立ち、1217年（丁丑）にジャライル部出身で左翼万人隊長のムカリに中軍左翼の武将を一部委ね、金朝方面の計略を一任した。この時ムカリの配下に入った武将にはマングト千人隊を率いるモンケ・カルジャ、ウルウト4千人隊を率いるケフテイ、コンギラト3千人隊を率いるアルチ・ノヤン、イキレス2千人隊を率いるブトゥ・キュレゲン、諸部族混合兵を率いるクシャウルとジュスク、現地徴発の契丹・女真・漢人兵を率いるウヤルらがおり、この内ジャライル(ムカリ家)・ウルウト(ジュルチェデイ家)・マングト(クイルダル家)・コンギラト(デイ・セチェン家)・イキレス(ブトゥ家)の5部族集団は特に後世「左手の五投下」として広く知られるようになる。
第2代皇帝オゴデイの即位後もケフテイは引き続き金朝との戦いに活躍し、金朝の征服後には徳州の2万戸を「投下領」として与えられた(丙申年分撥)。この投下領は代々ケフテイの子孫に受け継がれることとなる。ケフテイはオゴデイの死後もグユク、モンケ、クビライの4代に仕え、その忠勤を賞されて徳清郡王に封ぜられた。ケフテイ以後、ウルウト部族長は代々「郡王」と称するようになる。ケフテイの死後は息子のテムジン・バートル(端真抜都児)が後を継いだ。

## ウルウト氏ジュルチェデイ家
- 千人隊長ジュルチェデイ（J̌ürčedei ＞朮赤台/zhúchìtái）
  - 郡王ケフテイ（Kehetei ＞怯台/qiètái,کهتی نویان/Kehtei Nūyān）
    - 郡王テムジン（Temüǰin ＞端真/duānzhēn）
    - 郡王カダク（Qadaq ＞哈答/hādā）
      - 郡王トゴン（Toγon ＞脱歓/tuōhuān）
        - 郡王タシュ・テムル（Taš temür ＞塔失帖木児/tǎshītièmùér）
          - 郡王カラ・ブカ（Qara buqa ＞匣剌不花/xiálàbùhuā）

      - イリンジバル（Irinǰibar ＞亦隣只班/yìlínzhǐbān）
      - 郡王ヒントム（Hingtom ＞慶童/qìngtóng）
        - 郡王イェリ・ブカ（Yeli buqa ＞也里不花/yĕlǐbùhuā）

  - ブジル・ノヤン（Buǰir ＞不只児/bùzhīér,بوجر نویان/Būjir Nūyān）